# Małe Verdun
Mianem tym określane są dwie bitwy na terenie Polski:
1. Bitwa pod Gorlicami, I wojna światowa – ze względu na straty.
2. Obrona Westerplatte, II wojna światowa – przydomek nadany przez Niemców[1].